# 陸上自衛隊施設学校

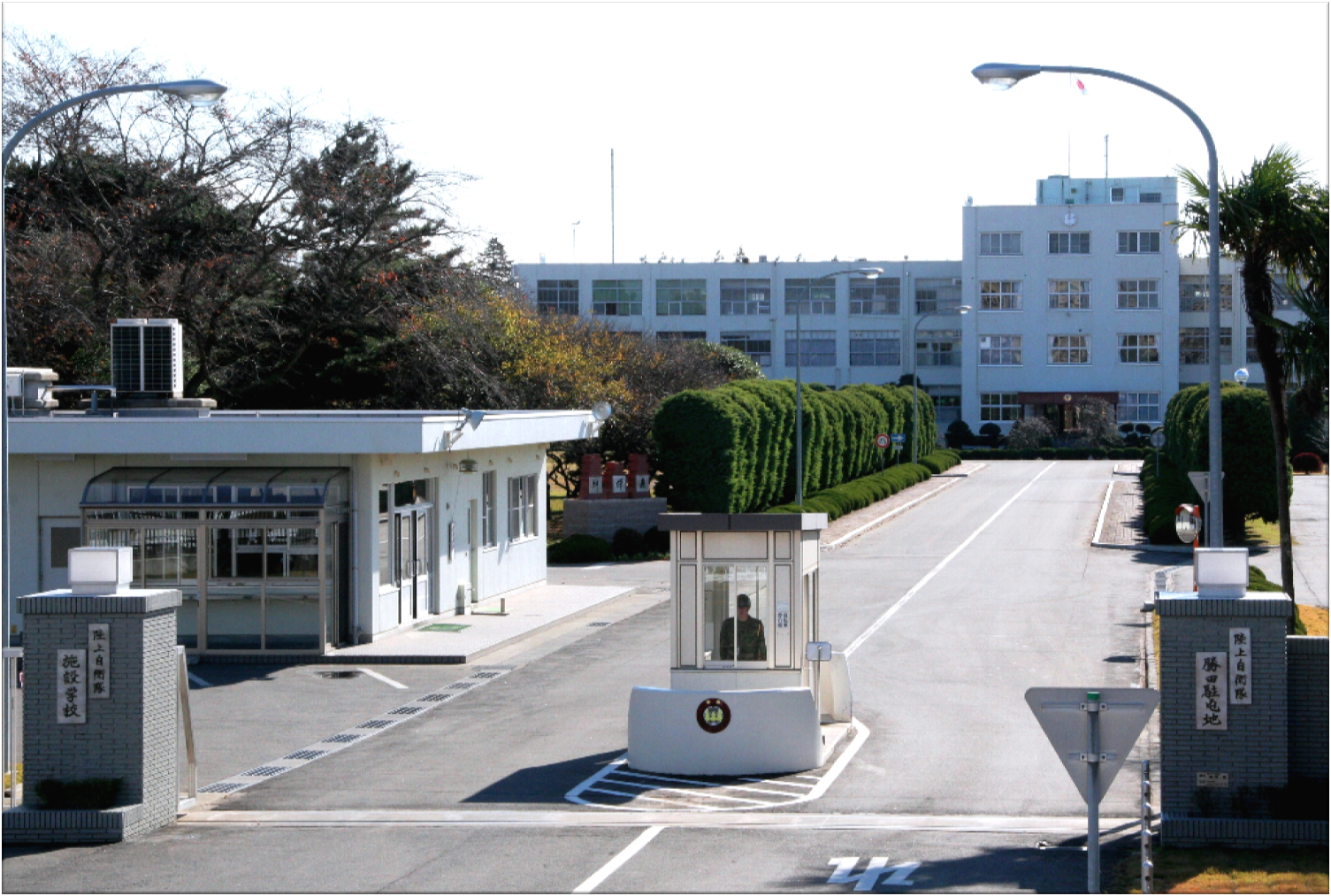
陸上自衛隊施設学校（勝田駐屯地）

陸上自衛隊施設学校（りくじょうじえいたいしせつがっこう、英語:JGSDF Engineer School）は、陸上自衛隊勝田駐屯地（茨城県ひたちなか市）に所在する防衛大臣直轄機関（学校）である。施設科隊員（工兵）の教育を担当している。

## 概要
施設学校長は、陸将補（二）が充てられ、施設科に関する教育訓練・調査研究・訓練評価支援・茨城隊区担任官業務・国際任務（能力構築支援等）を任務としている。陸上自衛隊施設学校では、施設科の職域に必要な知識・技能を習得させるための教育訓練および部隊運用等に関する調査研究を行っており、毎年、陸・海・空各自衛隊から約1,000名の学生が入校し、年間を通じて教育訓練を行っている。

## 沿革
施設講習所
- 1951年（昭和26年）9月3日：旧・日立精機工場跡に警察予備隊施設講習所が設置[2]。

総隊施設学校
- 1952年（昭和27年）1月7日：施設講習所（勝田駐屯地）が総隊施設学校に改編[2]。

陸上自衛隊施設学校
- 1954年（昭和29年）7月1日：総隊施設学校が陸上自衛隊施設学校に改称。
- 1956年（昭和31年）1月25日：施設教導大隊が勝田駐屯地に新編。
- 1975年（昭和50年）8月1日：施設教導大隊（勝田駐屯地）が施設教導隊に改編。
- 2002年（平成14年）3月27日：施設学校（施設教導隊を含む）の整備部門を廃止し、東部方面後方支援隊施設教育直接支援中隊（勝田駐屯地）に移管。
- 2013年（平成25年）3月：新本部庁舎が完成し、移転[3]。

## 組織編成
- 企画室
- 総務部 
  - 総務課
  - 厚生課
  - 警備課
  - 管理課
  - 会計課
  - 衛生課
- 教育部
  - 教務課
  - 教材課「施校」
- 研究部：部隊運用・教育に関する研究・調査
- 主任教官
- 学校教官
- 研究員
- 施設教導隊「施教導-X」：施設学校入校学生に対する教育支援

## 整備支援部隊
- 東部方面後方支援隊施設教育直接支援中隊「施教直支」（勝田駐屯地）：2002年（平成14年）3月27日から

## 主要幹部
| 官職名                                 | 階級    | 氏名       | 補職発令日     | 前職                          |
| -------------------------------------- | ------- | ---------- | -------------- | ----------------------------- |
| 陸上自衛隊施設学校長 兼 勝田駐屯地司令 | 陸将補  | 圓林栄喜   | 2022年12月23日 | 第2施設団長 兼 船岡駐屯地司令 |
| 副校長 兼 企画室長                     | 1等陸佐 | 末継智久   | 2025年03月17日 | 第8師団司令部幕僚長           |
| 総務部長                               | 1等陸佐 | 村田美佐紀 | 2023年03月13日 | 陸上自衛隊施設学校勤務        |
| 教育部長                               | 1等陸佐 | 佐藤洋     | 2024年03月18日 | 第11施設群長                  |
| 研究部長                               | 1等陸佐 | 稲本清之   | 2024年08月01日 | 陸上自衛隊教育訓練研究本部付  |

| 代 | 氏名              | 在職期間               | 出身校・期              | 前職                                                    | 後職                                           |
| -- | ----------------- | ---------------------- | ----------------------- | ------------------------------------------------------- | ---------------------------------------------- |
| 01 | 安成季隆          | 1952.1.7 - 1957.8.11   | 陸士40期・ 砲工37期     |                                                         | 陸上幕僚監部施設課長                           |
| 02 | 益田篤士          | 1957.8.12 - 1961.7.31  | 東京帝国大学 昭和6年卒  | 陸上幕僚監部施設課長                                    | 陸上幕僚監部付 →1962.1.1 退職（陸将昇任）      |
| 03 | 渡辺太郎          | 1961.8.1 - 1963.7.31   | 陸士43期・ 陸大50期     | 第7混成団副団長 兼 真駒内駐とん地司令                   | 第1施設団長 兼 朝霞駐とん地司令                |
| 04 | 北崎昌安          | 1963.8.1 - 1965.3.15   | 陸士45期                | 陸上幕僚監部施設課長                                    | 第1施設団長 兼 朝霞駐とん地司令                |
| 05 | 青山左武郎        | 1965.3.16 - 1966.7.15  | 陸士45期・ 陸大56期     | 第4施設団長 兼 大久保駐とん地司令                       | 陸上幕僚監部付 →1967.1.1 退職（陸将昇任）      |
| 06 | 吉武敏一          | 1966.7.16 - 1969.7.15  | 陸士49期・ 陸大59期     | 第2施設団長 兼 船岡駐とん地司令                         | 陸上幕僚監部付 →1969.10.31 退職（陸将昇任）    |
| 07 | 千葉麿            | 1969.7.16 - 1971.3.15  | 陸士50期                | 第3施設団長 兼 南恵庭駐とん地司令                       | 東北方面総監部付 →1971.6.30 退職               |
| 08 | 山次惟貞          | 1971.3.16 - 1972.3.15  | 陸士51期・ 陸大59期     | 陸上自衛隊幹部学校副校長 兼 企画室長 →1972.1.1 陸将昇任 | 第3師団長                                      |
| 09 | 吉ケ江正          | 1972.3.16 - 1974.3.15  | 東京帝国大学 昭和18年卒 | 自衛隊福岡地方連絡部長 →1973.4.1 陸将昇任               | 第4師団長                                      |
| 10 | 藤井寛元          | 1974.3.16 - 1976.3.15  | 東京帝国大学 昭和19年卒 | 第2施設団長 兼 船岡駐とん地司令                         | 技術研究本部技術開発官 （陸上担当）            |
| 11 | 酒井次武          | 1976.3.16 - 1977.6.30  | 陸士56期                | 陸上幕僚監部施設課長                                    | 第1師団長                                      |
| 12 | 遠藤健            | 1977.7.1 - 1978.7.27   | 陸士57期                | 第1施設団長 兼 朝霞駐とん地司令                         | 第1師団長                                      |
| 13 | 岩出俊男          | 1978.7.28 - 1980.3.16  | 陸士58期                | 陸上自衛隊幹部学校教育部長 →1979.1.1 陸将昇任           | 第2師団長                                      |
| 14 | 片岡博文          | 1980.3.17 - 1982.3.15  | 海兵74期                | 第1施設団長 兼 朝霞駐屯地司令 →1978.7.1 陸将昇任        | 退職                                           |
| 15 | 齊藤和治 （陸将） | 1982.3.16 - 1984.3.15  | 陸航士60期              | 第1施設団長 兼 朝霞駐屯地司令                           | 退職                                           |
| 16 | 三島正治          | 1984.3.16 - 1986.3.15  | 関西学院大学 昭和30年卒 | 第1施設団長 兼 朝霞駐屯地司令 →1984.5.1 陸将昇任        | 退職                                           |
| 17 | 伊左次達          | 1986.3.16 - 1989.6.29  | 防大1期                 | 陸上自衛隊調査学校長                                    | 陸上自衛隊幹部学校長                           |
| 18 | 坂本滋            | 1989.6.30 - 1990.7.8   | 防大2期                 | 第1施設団長 兼 朝霞駐屯地司令                           | 退職                                           |
| 19 | 坂本良一          | 1990.7.9 - 1993.3.23   | 防大3期                 | 第4師団副師団長 兼 福岡駐屯地司令                       | 中部方面総監部付 →1993.4.1 退職                |
| 20 | 岸良征            | 1993.3.24 - 1995.3.22  | 防大6期                 | 第1施設団長 兼 朝霞駐屯地司令                           | 第9師団長                                      |
| 21 | 若松重英          | 1995.3.23 - 1997.6.30  | 防大7期                 | 第3施設団長 兼 南恵庭駐屯地司令                         | 退職                                           |
| 22 | 園部宏明          | 1997.7.1 - 1998.12.15  | 防大8期                 | 第4施設団長 兼 大久保駐屯地司令                         | 退職                                           |
| 23 | 太田実乗          | 1998.12.16 - 2000.6.29 | 防大10期                | 調達実施本部副本部長 （調達管理第二担当）               | 退職                                           |
| 24 | 野村昭嘉          | 2000.6.30 - 2002.3.21  | 防大11期                | 調達実施本部副本部長 （調達管理第二担当）               | 退職                                           |
| 25 | 國分政夫          | 2002.3.22 - 2003.6.30  | 防大13期                | 第2施設団長 兼 船岡駐屯地司令                           | 退職                                           |
| 26 | 角南俊彦          | 2003.7.1 - 2004.8.29   | 防大19期                | 第4施設団長 兼 大久保駐屯地司令                         | 陸上幕僚監部人事部長                           |
| 27 | 出田孝二          | 2004.8.30 - 2005.12.4  | 防大15期                | 第3施設団長 兼 南恵庭駐屯地司令                         | 退職                                           |
| 28 | 湖﨑隆            | 2005.12.5 - 2008.7.31  | 防大21期                | 第4施設団長 兼 大久保駐屯地司令                         | 北部方面総監部幕僚長 兼 札幌駐屯地司令         |
| 29 | 小川祥一          | 2008.8.1 - 2011.8.5    | 防大21期                | 第4施設団長 兼 大久保駐屯地司令                         | 退職                                           |
| 30 | 赤松雅文          | 2011.8.5 - 2013.8.21   | 防大26期                | 第5施設団長 兼 小郡駐屯地司令                           | 東北方面総監部幕僚長 兼 仙台駐屯地司令         |
| 31 | 富井稔            | 2013.8.22 - 2014.12.19 | 防大25期                | 第5施設団長 兼 小郡駐屯地司令                           | 退職                                           |
| 32 | 小瀬幹雄          | 2014.12.19 - 2016.6.30 | 東京大学 昭和61年卒     | 第1施設団長 兼 古河駐屯地司令                           | 陸上自衛隊九州補給処長 兼 目達原駐屯地司令     |
| 33 | 中野義久          | 2016.7.1 - 2017.7.31   | 防大31期                | 自衛隊大阪地方協力本部長                                | 東部方面総監部幕僚長 兼 朝霞駐屯地司令         |
| 34 | 腰塚浩貴          | 2017.8.1 - 2019.8.22   | 防大32期                | 第2施設団長 兼 船岡駐屯地司令                           | 第9師団副師団長 兼 青森駐屯地司令              |
| 35 | 鵜居正行          | 2019.8.23 - 2020.8.24  | 防大31期                | 防衛装備庁プロジェクト管理部 プロジェクト管理総括官     | 防衛装備庁長官官房装備官                       |
| 36 | 山﨑義浩          | 2020.8.25 - 2022.12.22 | 防大34期                | 陸上自衛隊開発実験団装備実験隊長                        | 陸上自衛隊中央業務支援隊長 兼 市ヶ谷駐屯地司令 |
| 37 | 圓林栄喜          | 2022.12.23 -           | 防大35期                | 第2施設団長 兼 船岡駐屯地司令                           |                                                |

## 警備隊区
茨城隊区担任官として茨城県での災害派遣時には県下所在の各部隊を指揮する。また、直轄地域として、「勝田分区」と称する、茨城県北部および茨城県南部の沿岸地域16市4町1村の災害派遣・広報を行う。
- 陸上自衛隊施設学校直轄

ひたちなか市、水戸市、那珂市、常陸太田市、常陸大宮市、高萩市、北茨城市、笠間市、石岡市、日立市、鉾田市、鹿嶋市、潮来市、神栖市、行方市、小美玉市、大洗町、大子町、城里町、茨城町、東海村